# BGI Group
Die BGI Group (vormals Beijing Genomics Institute) ist ein Verbund von Institutionen, die sich mit dem Erbgut von Lebewesen beschäftigen. Ziel dieser ursprünglich am 9. September 1999 in Peking als Genom-Institut gegründeten Vereinigung ist die schnelle Überführung von Erkenntnissen der Grundlagenforschung zur praktischen Anwendung.
Es gibt Kontaktstellen in Shenzhen (China), Cambridge bei Boston (USA) und Frederiksberg (Dänemark).
In Deutschland wurde das BGI 2011 durch die frühe Sequenzierung des Genoms des EHEC-Bakteriums vom Stamm O104:H4 bekannt, die jedoch wenige Stunden zuvor bereits vom Nationalen Konsiliarlabor für HUS am Institut für Hygiene des Universitätsklinikums Münster vollendet worden war.
Anfang Februar 2021 wurde bekannt, dass die chinesische Zentralregierung umgerechnet 30 Mio. US$ in die Tochter BGI Genomics investiert hat.
Mitte Juni 2021 wurde bekannt, dass BGI offenbar mithilfe des Schwangerschaftstest Nifty (Non-Invasive Fetal TrisomY), der zu den meistverkauften nichtinvasiven pränatalen Tests der Welt gehört und in mindestens 52 Ländern (darunter auch Deutschland) von über 8 Millionen Menschen in Anspruch genommen wurde Gendaten sammelt, welche zur Bevölkerungsforschung verwendet werden. Erfasst und gespeichert werden auch persönliche Daten wie Nationalität, Größe und Gewicht der Mütter. In Deutschland wird er unter dem Namen „Previa“ von dem Gießener Labor Euluthia angenommen.